# جون براون (لاعب كريكت بريطاني)
جون براون (22 مارس 1820 في المملكة المتحدة - ) (بالإنجليزية: John Brown)‏ هو لاعب كريكت بريطاني. لعب مع Hampshire county cricket teams ‏.